# Biskupi ołomunieccy
Biskupi ołomunieccy – biskupi diecezjalni i biskupi pomocniczy diecezji, a od 1777 archidiecezji ołomunieckiej.

## Biskupi diecezjalni
- 976–przed 1031 – Gec, Wracen[1]
- 1031–1063: połączone z biskupstwem praskim
- 1063–1085: Jan I

1086–1088: połączone z biskupstwem praskim
- 1088–1091: Vezel
- 1091–1096: Andrzej
- 1097/1099–1104: Piotr I
- 1104–1126: Jan II
- 1126–1151: Henryk Zdík
- 1151–1157: Jan III
- 1157–1172: Jan IV z Litomyđ
- 1172–1182: Detleb
- 1182–1184: Pelhřim
- 1184–1194: Kaim (Chaim von Böhmen)
- 1194–1199: Engelbert z Brabantu
- 1199–1201: Jan Bavor
- 1201–1240: Robert
- 1241–1245: Konrad z Friedberka
- 1245–1281 Bruno ze Schauenburga
- 1281–1302: Dytryk z Hradce
- 1302–1311: Jan VI z Valdštejna
- 1311–1316: Petr II Andělův (Angeli) de Ponte Corvo
- 1316–1326: Konrad II
- 1327–1333: Jindřich Berka z Dubé
- 1334–1351: Jan Volek
- 1351–1364: Jan Očko z Vlašimi – później arcybiskup praski
- 1364–1380: Jan ze Środy
- 1381–1387: Petr Jelito
- 1387: Jan Sobiesław Luksemburski
- 1388–1397: Mikołaj z Riesenburgu
- 1398–1403: Jan Mráz
- 1403–1408: Lacek z Kravař
- 1409–1412: Konrád z Vechty
- 1412–1416: Václav Králík z Buřenic
- 1416–1430: Jan Železný

1416–1448: Aleš z Březí – nie objął urzędu
- 1430–1434: Kuneš ze Zvole
- 1434–1450: Paweł z Miličína
- 1450–1454: Jan XIII (Johann XIV. Haz)
- 1454–1457: Bohuslav ze Zvole
- 1457–1482: Tas z Boskovic

Jan Filipec z Prostějova i Jan XIV Vitic (1482–1492) byli administratorami
1489–1493 Ardicino della Porta – administrator, nie przybył do Ołomuńca
1493–1497 Jan Borgia – administrator, nie przybył do Ołomuńca
- 1497–1540: Stanislav Thurzo
- 1540–1541: Bernard Zoubek ze Zdětína
- 1541–1553: Jan Skála z Doubravky a Hradiště
- 1553–1565: Markus Kuen
- 1565–1572: Vilém Prusinovský z Víckova
- 1572–1574: Jan Grodecký
- 1574–1575: Tomáš Albín z Helfenburka
- 1576–1578: Jan Mezoun z Telče
- 1579–1599: Stanislav Pavlovský
- 1599–1636: Franz von Dietrichstein
- 1636–1637: Jan Ernest z Plattenštejna
- 1637–1662: Leopold Wilhelm Habsburg
- 1663–1664: Karol Józef Habsburg
- 1664–1695: Karl II von Liechtenstein-Kastelkorn(inne języki)
- 1695–1711: Karol Józef Lotaryński
- 1711–1738: Wolfgang Hannibal von Schrattenbach
- 1738–1745: Jakob Ernst von Liechtenstein-Kastelkorn
- 1745–1758: Ferdinand Julius von Troyer
- 1758–1760: Leopold Friedrich z Egkhu
- 1761–1776: Maksymilian Hamilton

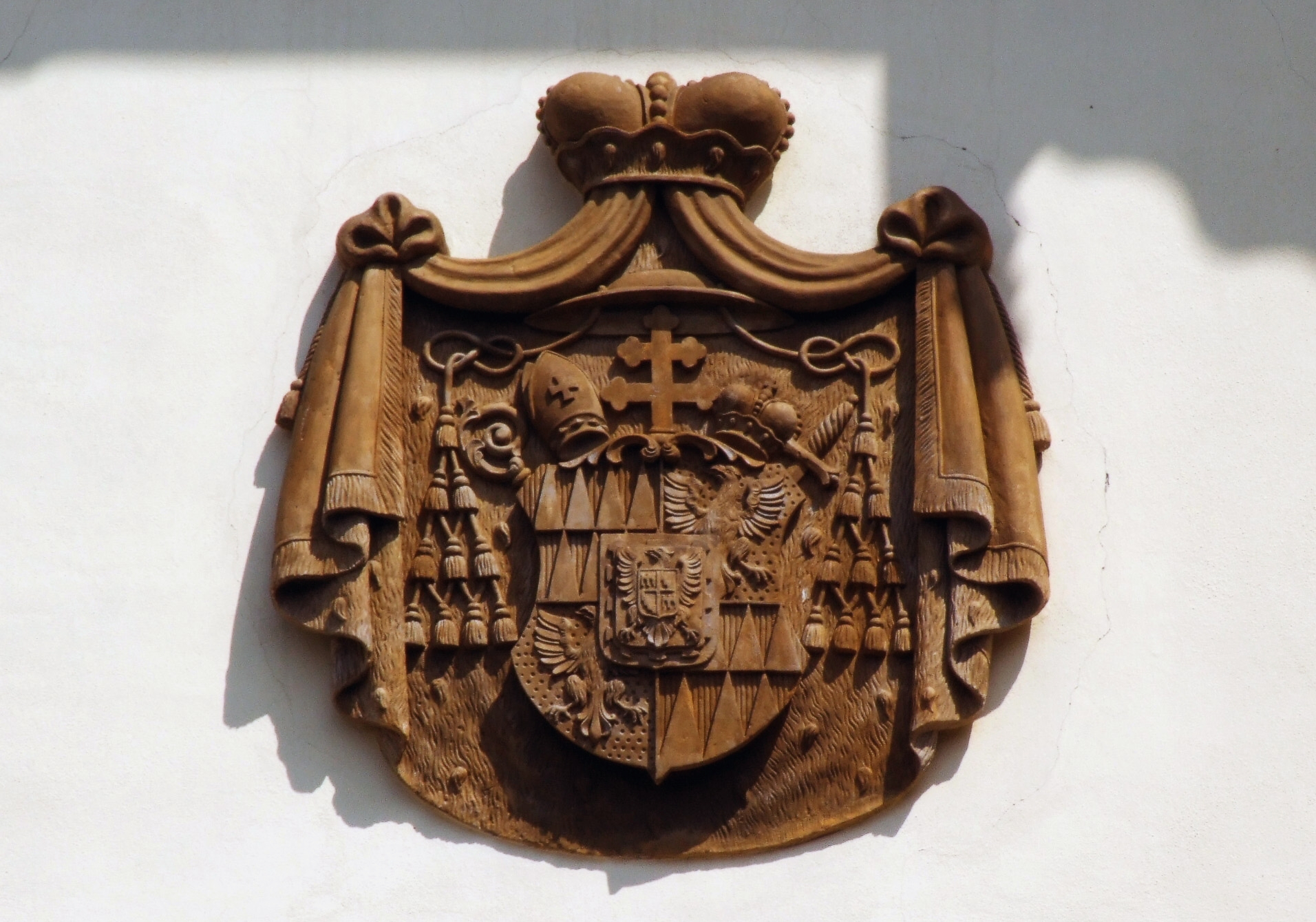
Herb arcybiskupi w pałacyku w Hukvaldach (prawdopodobnie Friedricha Egona von Fürstenberga)

- 1777–1811: Anton Theodor von Colloredo-Waldsee-Mels
- 1811–1819: Maria Thaddäus von Trautmannsdorff
- 1819–1831: Rudolf Johann Habsburg
- 1832–1836: Ferdynand Maria Chotek – od 1817 biskup pomocniczy ołomuniecki, 1831-1832 biskup tarnowski
- 1836–1853: Maximilian Josef von Sommerau-Beeckh
- 1853–1892: Friedrich Egon von Fürstenberg
- 1893–1904: Theodor Kohn
- 1904–1915: František Saleský Bauer
- 1916–1920: Lev Skrbenský z Hříště
- 1921–1923: Antonín Cyril Stojan
- 1923–1947: Leopold Prečan
- 1948–1961: Josef Karel Matocha (od 1950 internowany)
biskup Josef Vrana (administrator apostolski 1973–1987)
- 1989–1991: František Vaňák
- 1992–2022: Jan Graubner – później arcybiskup praski
- od 2024: Josef Nuzík

## Biskupi pomocniczy
- 1442–?: Wilhelm z Polski – następnie biskup pomocniczy wrocławski[2]
- 1776–1777: Matyáš František Chorinský z Ledské – wcześniej biskup pomocniczy kralowohradecki, później pierwszy biskup brneński
- 1817–1831: Ferdynand Maria Chotek – biskup tarnowski (1831-1832), następnie arcybiskup ołomuniecki
- 1839–1842: Johann Anton Ernst von Schaffgotsche, następnie biskup brneński
- 1922–1944: Josef Schinzel
- 1941–1969 (1950–1963): Stanislav Zela
- 1943–1947: Josef Martin Nathan
- 1990–1992: Jan Graubner – następnie arcybiskup ołomuniecki w latach 1992–2022, późniejszy arcybiskup praski i prymas Czech
- 1990–2017: Josef Hrdlička
- od 2017: Antonín Basler
- 2017–2024: Josef Nuzík – następnie arcybiskup ołomuniecki